# Восстание конфедералистов
Восстание конфедералистов (Мятеж конфедералистов) — вооружённое восстание и попытка государственного переворота на территории ЯАССР, один из наиболее известных примеров организованного сопротивления советской власти и её политике на территории Якутии.

## Предыстория
Когда Ксенофонтов вернулся из Москвы на родину в 1925 г., то его ужаснула жизнь людей в постреволюционной Якутии. Он не раз говорил, что жить стали гораздо хуже, чем до революции, а количество бедных возросло.
Ксенофонтов же считал, что вся работа по советскому строительству в СССР замыкалась «в узком кругу закрытой касты безответственной партийной бюрократии». Позже командир одного из отрядов повстанцев М. Васильев и начальник его штаба в «Обращении ко всем гражданам Советской Республики» прямо заявили, что ВКП(б) превратилась в правительственную партию и загнала революционное движение «в тупик полного подчинения» ОГПУ, большевики «суют нос» в дела иностранных государств, вызывая тем самым «справедливый гнев» более демократических правительств, чем «рабоче-крестьянское».
Идеологическое ядро повстанцев составляли представители якутской интеллигенции: И. Г. Кириллов, В. М. Слепцов, П. Г. Оморусов, С. Н. Данилов и Г. В. Афанасьев.
Лидер движения П. В. Ксенофонтов являлся сторонником советской социалистической системы при «авангардной роли пролетарской компартии», но с правом существования «национальной советской социалистической крестьянской партии». Реставрацию капитализма считал безосновательной, поскольку был убеждён, что отсталая национальная республика должна являться исключительно советской. Но при этом был настроен оппозиционно по отношению к руководству Якутской областной партийной организации. Он предлагал внести ряд изменений в Конституцию Якутской АССР, считая, что Якутия имеет право на союзный статус как Узбекистан и Туркмения, которые получили его в 1925 г. на 3-м Всесоюзном съезде Советов.
П. В. Ксенофонтов апеллировал к Конституции РСФСР 1918 г., где говорилось, что Российская Федерация образуется на основе свободного союза свободных наций, что трудящиеся каждой нации самостоятельно на своих съездах Советов решают вопросы о вхождении в состав России. Также он указывал на Декларацию прав народов России, где имелось положение о равенстве, самостоятельности и праве на свободное самоопределение вплоть до отделения от РСФСР. Но не все его соратники соглашались с доводами. К примеру, В. М. Оросин саркастически вопрошал, как возможно после выступления против местных коммунистов, просить у Центра, где сидят такие же коммунисты, самостоятельности?
Ксенофонтов считал, что национальный состав членов ЯЦИКа должен соответствовать в пропорциональном отношении национальному составу Якутской АССР. Пять же членов Совета Национальностей в Москве от Якутии, по его мысли, должны были быть избраны из якутов.
Существенные опасения у национальной интеллигенции Якутии в годы НЭПа вызывала ситуация бесконтрольной раздачи концессий иностранцам на территории республики.
Будущий НШ повстанческих отрядов М. К. Артемьев подчёркивал, что якуты, русские, евреи, татары и другие народы должны быть равноправными гражданами Якутии. Никаких привилегий у народа саха не должно быть.
Ксенофонтов ратовал за постепенную индустриализацию за счет внутренних резервов, без привлечения иностранных концессий, тем самым выступали против сталинских «ударных темпов». Открытие недровых богатств республики геологами и членами академических экспедиций АН СССР встревожило его и стало одной из причин выдвижения вопроса повышения политического статуса Якутской АССР.
Большое внимание Ксенофонтов уделял проблемам демократизации советского общества. Он утверждал, что коммунистическая партия умышленно подавляет общественную и политическую активность беспартийной интеллигенции, препятствует созданию благоприятной атмосферы для её участия в советском строительстве. Даже депутат Всеякутского съезда Советов — законодатель не имеет неприкосновенности и прав организовать не только общественное объединение, но и созвать собрание граждан. По мысли лидера будущих повстанцев без подлинного народовластия и политической свободы личности невозможно было достичь социально-экономического и культурного процветания Якутии. Для решения этих проблем в программе созданной Ксенофонтовым партии будет выдвинуто требование соблюдения прав личности, свободы слова, собраний, печати. Кроме того, предполагалось введение в Конституцию ЯАССР положения об обособлении законодательной, исполнительной и судебной ветвей власти. Предусматривалось строгое соблюдение подзаконности исполнительной власти. Всеякутскому съезду Советов, согласно идеям Ксенофонтова, предоставлялось право вынесения недоверия СНК Якутии, влекущее в последующем его отставку.
Первоначально Ксенофонтов и поддержавшие его беспартийные интеллигенты пытались внести изменения в Конституцию ЯАССР мирным путем. Поэтому западно-кангаласская улусная интеллигенция выставляла самостоятельные списки делегатов на улусные съезды и на окружные съезды Советов, стремясь провести своих представителей. Но в 1925 г. и в 1926 г. Якутский обком ВКП(б) оказал открытое давление на голосовавших, и число делегатов от Западно-Кангаласского улуса не только не увеличилось, но к 1927 г. даже значительно сократилось. Кандидатура самого Ксенофонтова на окружном съезде была забаллотирована. По приказу из Москвы якутские власти в 1927 г. провели массовую чистку органов властей всех уровней от «социально чуждого элемента».
После этих неудач Ксенофонтовым было принято решение приступить к созданию партии. Поначалу он не хотел создавать никакой политической организации, но его друзья, разделявшие его взгляды, придерживались другого мнения. Вскоре Павел Васильевич сблизился с активным участником повстанческих движений в Якутии в 1921–22 гг., «пепеляевщины», тунгусского движения 1924–1925 гг. амнистированным Советской властью М. К. Артемьевым. В ходе ряда встреч в ресторане, пивной и театре они быстро нашли общий язык по общественно-политическим вопросам. В это время среди населения разнеслись слухи о том, что руководству якутского обкома ВКП(б) стало известно о готовящемся контрреволюционном антисоветском заговоре, во главе которого стоит Ксенофонтов. Однако, при встрече с секретарем партийной организации М. К. Аммосовым в театре ни какие претензии ему не высказывались.
В мае 1927 г. Ксенофонтов поехал в г. Покровск и посетил своего двоюродного брата И. Г. Кириллова, который с нескрываемой тревогой сообщил, что ОГПУ намеревается произвести массовые аресты среди бывших участников повстанческого движения начала 1920-х годов. Именно тогда Ксенофонтов окончательно решил организовать «военную демонстрацию» для привлечения внимания и разъяснения властями и населению Якутии своих программных требований. Прождав ареста до начала августа 1927 г., Ксенофонтов решил, что опасения Кириллова являются необоснованными. Он вместе со своей супругой даже вознамерился поехать в Покровск, но близкие друзья в категорической форме воспрепятствовали этому, уверяя, что их немедленно арестуют. Работы по формированию тайной организации тем временем продолжались. Надо заметить, что слухи о возникновении подполья распространились задолго до начала каких-либо практических действий, поскольку Ксенофонтов очень часто делился своими размышлениями со многими представителями якутской интеллигенции. К тому же, многие из его единомышленников уверяли население, что организованы даже конспиративные «пятерки». Один из активистов этого движения В. Н. Егоров впоследствии заявлял, что примкнул к тайной группе в 1926 г. по предложению Кириллова. По приказу последнего он составил план  Якутска с указанием расположения зданий партийно-советских учреждений, воинских частей, местной тюрьмы и квартир ответственных руководителей республики. Называлась даже «точная» дата вооруженного выступления — 21 сентября 1927 г. В этот день заговорщики должны были разоружить красноармейские части и созвать чрезвычайный Всеякутский съезд, на котором внести изменения в Конституцию Якутской АССР. Но большинство будущих конфедералистов, в том числе и  Ксенофонтов отвергли план как «вздорный и легкомысленный». Но Кириллов, зная, что никакого вооруженного восстания на 21 сентября 1927 г. не намечено, тем не менее продолжал горячо уверять своих знакомых, в том числе и Егорова, что оно непременно будет осуществлено в назначенный срок.
В сентябре 1927 г. заместитель наркома внутренней торговли ЯАССР П. Д. Яковлев, не разделявший идей П. В. Ксенофонтова, вдруг предложил ему свои услуги по ведению переговоров с правительством ЯАССР. В это же время поступило сообщение о прибытии красноармейского отряда в Покровск. Ксенофонтов поспешно попытался через Яковлева ознакомить со своей программой местные власти и интеллигенцию в Якутске, чтобы избежать вооруженного конфликта. Однако Яковлев известил партийно-советских лидеров, что у Ксенофонтова не хватает времени для ведения мирных переговоров с ними. 16 сентября 1927 г. к  Ксенофонтову приехали С. М. Михайлов и П. Г. Оморусов. Они втроем отправились в местность Кудома Жемконского наслега Восточно-Кангаласского улуса. К ним начали присоединяться единомышленники.
28 сентября состоялось первое учредительное собрание, на котором утвердили программу и устав партии «Младо-якутской национальной советской социалистической партии «конфедералистов». С целью привлечения внимания общественности и властей к программным требованиям, а также защиты свободы лидеров движения было решено произвести «вооруженную демонстрацию», а для этого послать своих вербовщиков по улусам для набора в повстанческие отряды. Многие идейные единомышленники Павла Васильевича были уже к тому времени арестованы ОГПУ.
После собрания С. М. и С. И. Михайловы, Т. Н. Николаев, П. Гаврильев выехали в Усть-Майский район к М. К. Артемьеву, имеющему опыт партизанской борьбы, а остальные во главе с П. В. Ксенофонтовым в Западно-Кангаласский улус к  М. К. Артемьев во главе отряда в 50 человек занял село  Петропавловск, где к ним примкнули 18 тунгусов. Вскоре прибыла группа С. М. Михайлова, и были организованы два собрания местных жителей, на котором присутствующих ознакомили с программой партии конфедералистов. С.М. Михайлова избрали командиром, а  Артемьева НШ повстанческого отряда.
На III Чрезвычайной сессии ЯЦИК 6 октября 1927 г. член Президиума ЯЦИК и бюро Якутского обкома ВКП(б) К. К. Байкалов заявил, что отряды П. В. Ксенофонтова являются бандитскими, а руководители движения — это деклассированные, не нашедшие в мирном строительстве своего применения, спившиеся, беспринципные и одурманенные иллюзиями элементы, которые руководить массами не способны.
Первый секретарь Якутского обкома ВКП(б) И. Н. Барахов заявил, что повстанцы открыто выступать против советской власти не желают, поэтому перед народом выдвигают лозунги тактического характера о сохранении власти Советов. Он назвал идею самоопределения на правах союзной республики с вхождением на договорных началах в Советский Союз Якутии, которая целиком находится на содержании России, «чушью» и «ребячеством»: «Подобной агитацией можно было бы завлечь лишь тёмную массу населения и молодёжь».
7 октября 1927 г. на частном совещании представителей якутской интеллигенции Барахов обвинил мятежников в попытке отторжения вооружённым путем ЯАССР от РСФСР. Указывалось, что установление договорных отношений с СССР необходимо повстанцам, чтобы во время нападения империалистических государств появилась возможность выхода Якутии из состава Советского Союза.

## Боевые действия
Боевые действия начались с того, как в Петропавловск, захваченный повстанцами, прибывшие к  Артемьеву Г. Ф. Окороков и Я. К. Нестер принесли известие, что отряд, подчиняющийся руководству ЯАССР, покинул село  Абага, что позволяло взять этот населенный пункт без боя. Однако неожиданно для себя повстанцы столкнулись в Абаге с сопротивлением, оказанным сельскими пионерами. После 3–4 часовой перестрелки в ночь с 7 на 8 ноября 1927 г. конфедералисты отступили. Причиной отхода, по словам Артемьева, являлся «могущий быть урон и жертвы».
После перестрелки повстанцы направились в местность Табалах, в 3–4 верстах южнее Абаги. Там они отпустили на свободу задержанных ранее агентов ОГПУ. В дальнейшем конфедералисты также освобождали всех захваченных в плен партийцев, разведчиков и красноармейцев. Повстанцы обошли Амгу и через Чакыр добрались в Чемаики, где пробыли 5–6 дней. Из Чемаики повстанцы под командованием С. М. Михайлова двинулся в село Качикатцы, для соединения с западной группировкой. 18 ноября в местности Джарала Западно-Кангаласского улуса произошла вторая перестрелка.
В тот же день в Якутске на собрании членов культурно-просветительного общества «Саха омук», объединявшего большинство представителей якутской интеллигенции, его члены осудили идеологическую платформу конфедералистов, как «не отвечающую интересам и чаяниям якутского трудового народа».
22 ноября группы П. Г. Оморусова (30 чел.) и И. Г. Кириллова (26 чел.) объединились в один отряд и вошли в Мытатцы. Вскоре туда стянулись основные силы повстанцев, и общая численность их составила 160 человек, но только 100–120 бойцов имели огнестрельное оружие. Там был образован объединенный штаб вооруженных сил конфедералистов.
Президиум ЯЦИК и СНК 28 ноября 1927 г. признали программу конфедералистов «нелепой и выдуманной, основанной на ложных и путаных основаниях, прикрытых революционными фразеологиями, которые, по существу, являлись контрреволюционными».
4 декабря 1927 г. в Мытатцах состоялся объединенный пленум командного состава повстанцев. На нем с основным докладом о движении конфедералистов выступил Ксенофонтов. Состоялись выборы, на которых он был избран Генеральным секретарем ЦК, а членами ЦК С. М. и С. И. Михайловы, П. Г. Оморусов, С. Н. Данилов, Г. В. Афанасьев, А. П. Павлов, И. Л. Белолюбский, В. М. Слепцов, Ефремов. Членами Центральной Контрольной комиссии стали И. Г. Кириллов, А. М. Оморусова и М. К. Артемьев.
После пленума повстанцы маневрировали в районе Мытатцев до 16 декабря 1927 г., уклонясь от боя с красноармейскими отрядами. Затем основная группировка мятежников разделилась на две части. Первая во главе с И. Г. Кирилловым и М. К. Артемьевым (70 чел.) двинулась через Намцы в Дюпсинский улус. Второй отряд под командованием С. М. Михайлова (40–45 чел.) направился в Восточно-Кангаласский улус. Третья перестрелка случилась в местности Юс-Кель, в ходе которой погиб один красноармеец. В местечке Харыялах того же улуса завязалась еще одна перестрелка, после которой конфедералисты отошли в Майю, потеряв 7 чел. (2 — ранеными и 5 — пропало без вести). Из Майи михайловцы прошли через территории еще 5 улусов, где на сельских сходах оглашали свои воззвания к народу, в которых говорилось о необходимости самоопределения якутской нации. Эти обращения обнародовались на якутском и русском языках.
Отряд И. Г. Кириллова был обстрелян в Намцах красноармейцами. Вскоре еще одна перестрелка произошла в Хатырыке. Перейдя р.Лену, они узнали об ожесточенном бое между двумя отрядами красноармейцев, принявших друг друга за «бандитов». В преследовании участвовали красноармейские сводные отряды И. Я. Стродта (руководившего ликвидацией Сибирской добровольческой дружины ген. Пепеляева в 1923 г.) (255 чел.), Н. Д. Кривошапкина — Субурусского и К. М. Котруса.
Группы С. М. Михайлова и И. Г. Кириллова соединились в Баягантайском наслеге Дюпсинского (ныне Усть-Алданского) улуса и дошли до местечка Хара (ныне в Таттинском улусе), а оттуда к устью р. Амги. Там они вновь разделились на две части, и отряд С. М. Михайлова отправился через Чемаики и Усть-Миль в Усть-Аим в надежде связаться с П. В. Ксенофонтовым, пребывавшем в Горном улусе. Отряд И. Г. Кириллова и М. К. Артемьева пошел через Петропавловск в Усть-Аим. Они хотели добраться до безопасного места и начать переговоры по существу своих требований.
Руководство ЯАССР не раз обращалось к лидерам движения с предложением сдаться, обещая в этом случае амнистию.

## Сдача конфедералистов
Руководство Советской Якутии попыталось уладить конфликтную ситуацию мирным путем и предложило Ксенофонтову амнистию ему лично, всем лидерам и участникам движения в обмен на сложение оружия. В конечном итоге, Ксенофонтов, убежденный в том, что главной задачей партии является заявление о существующих проблемах и ее точке зрения на их решение, 1 января 1928 года сложил оружие. Ряд его сторонников предпочел еще некоторое время воевать, однако 6 февраля 1928 г. капитулировали последние повстанцы. Хотя восстание в целом не отличалось серьезным размахом, а его лидеры пошли на добровольную сдачу, советское руководство нарушило данные обещания об амнистии.
Ксенофонтов и другие лидеры восстания были арестованы. «Тройка» ОГПУ 27 марта 1928 г. вынесла Павлу Ксенофонтову смертный приговор, а на следующий день, 28 марта 1928 года, он был расстрелян. Михаила Артемьева расстреляли по приговору «тройки» 27 марта 1928 года. Общее количество арестованных по делу о восстании Ксенофонтова составило 272 человека, из которых 128 человек расстреляли, 130 — приговорили к различным срокам заключения и остальных освободили. При этом чистки коснулись и руководства Якутской АССР, которое, по мнению центральных властей, не смогло навести на территории республики полноценный порядок. В частности, были сняты с занимаемых постов председатель ЦИК Якутии Максим Аммосов и секретарь Якутского обкома партии Исидор Барахов.